# Международный институт неврологии
Международный институт неврологии — немецкая  компания. Полное наименование — Международный институт неврологии. Штаб-квартира компании расположена в городе Ганновер.
Международный институт неврологии (нем. INI) — частная нейро-хирургическая клиника, которая находится в городе Ганновер в районе Гросс-Бухгольц. Клиника была основана в 1998 году профессором нейрохирургии Маджидом Самии. В институте неврологии диагностицируют и лечат заболеваний нервной системы человека. Кроме того, больница имеет лаборатории для проведения научных экспериментов и клинических исследований.  Необычная архитектура здания института неврологии напоминает человеческий мозг, поэтому в народе его называют «мозгом Ганновера».

## История
Компания была основана в  1998 году. Основателями компании являются: директор института неврологии профессор Маджид Самии (нем. Madjid Samii), концерн Siemens, группа сети частных клиник Asklepios и консорциум Северо-Германского государственного банка (нем. Norddeutscher Landesbank) с государственной сберкассой (нем. Sparkasse).
Символическая закладка первого камня в фундамент клиники состоялась 1 декабря 1998 года. Церемония состоялась в медицинском парке Ганновера в непосредственной близости от ганноверской медицинской школы. Церемония по случаю окончания строительства международного института неврологии, состоялась 18 июня 1999 года. Стоимость проекта составила 140 млн. DM (70 млн евро).Официальное открытие института неврологии было приурочено к первой международной выставке компьютерных технологий ЭКСПО (нем. EXPO 2000) и состоялось 21 июля 2000 года. Всего через шесть месяцев после открытия, руководство клиники столкнулось с угрозой банкротства, по причине низкой загруженности клиники. На экстренном совещании правительства Нижней Саксонии, было решено выделить клинике гарантии в размере 83,2 млн немецких марок, по другим источникам 104 млн немецких марок.

## Собственники и руководство
Основные владельцы компании: директор института неврологии профессор Маджид Самии (нем. Madjid Samii), концерн Siemens, группа сети частных клиник Asklepios и консорциум Северо-Германского государственного банка (нем. Norddeutscher Landesbank) с государственной сберкассой (нем. Sparkasse).
Главный управляющий — директор института неврологии профессор Маджид Самии (нем. Madjid Samii).

## Деятельность
Клиника располагает стационарным отделением на 108 коек. В период с 2001 по 2005 годы в клинике прошли стационарное и амбулаторное лечение около 15 тысяч пациентов из 80 стран мира.  Среди пациентов клиники такие знаменитости, как узбекский министр внутренних дел Закир Алматов (декабрь 2005 г.) или испанский актер Хавьер Бардем. 
1 января 2003 профессор Ульрих Бош открыл в клинике частный центр ортопедической хирургии и спортивной медицины. Ортопедический центр специализируется на проведении операций по восстановлению суставов и спортивной травмотологии.
Несмотря на заявления о равном предоставлении медицинских услуг во время открытия клиники в 2000 году, международный институт неврологии обслуживает только богатых частных клиентов, среди которых встречаются и представители российской политики и бизнеса.

### Показатели деятельности
В декабре 2008 года международный институт неврологии запатентовал новый метод лечения пациентов перенесших инсульт с использованием генетически модифицированных стволовых клеток. Стволовые клетки имплантируются в виде пакетиков в пораженную область мозга и совместно с клетками изолированного белка ускоряют восстановление повреждённых клеток. Сообщение о первой удачно проведённой операции широко освещалось в средствах массовой информации, хотя вскоре подверглось критике со стороны немецкого общества неврологии (нем. Deutsche Gesellschaft für Neurologie) и немецкого общества по изучению инсульта (нем. Deutsche Schlaganfall-Gesellschaft), которые назвали их несерьёзными и безответственными: «В науке недопустимо одну единственную удачную операцию, на единственном пациенте, представлять общественности как успешную терапию.» В начале 2009 года, в Ганновере и Эрлангене начались клинические исследования по данному виду терапии.

### Архитектура
Архитектурное проектирование здания международного института неврологии было поручено Мюнхенской архитектурной фирме SIAT и представляет собой абстрактные контуры человеческого мозга. Строение имеет форму эллипса размером около 68 × 47,2 метров. Высота здания составляет 38 метров и состоит из девяти этажей и подвала, общая площадь 19 000 м². Здание было построено фирмой Филипп Хольцманн АГ за 2 года, и располагается на земельном участке площадью 27 000 м². Фасад площадью 6000 м² состоит в основном из цветных стеклянных элементов. Вокруг клиники разбит небольшой парк с прудом, декоративные вишни и японский сад.